# Evan Baillie Noel
Evan Baillie Noel (* 23. Januar 1879 in Stanmore; † 22. Dezember 1928 in Kensington) war ein britischer Sportjournalist und Sportsmann. Bei den Olympischen Spielen 1908 nahm er an den Rackets- (einer Vorform des Squashs) und Jeu-de-Paume-Wettbewerben teil. Während er im Jeu de Paume in der ersten Runde ausschied, wurde er Olympiasieger im Einzel- und gewann mit Henry Leaf im Doppelwettbewerb im Rackets die Bronzemedaille.
Von Beruf war er Chef der Sportabteilung der Times und ein wichtiger Sporthistoriker der Entwicklung der Rückschlagsportarten.
Noel absolvierte seine schulische und universitäre Ausbildung am Winchester College und am Trinity College in Cambridge, er war ein guter Cricket-Spieler, der es in seinem letzten Jahr in Cambridge zum Captain des Trinity-Teams schaffte.
1903 wurde er Sport-Redakteur der Times blieb aber dem Sport zugetan. So war er Mitglied des Marylebone Cricket Clubs, wo er in derselben Mannschaft wie W. G. Grace spielte.
Als die Olympischen Spiele 1908 begannen, war er amtierender britischer Rackets-Amateurmeister, als er an den olympischen Bewerben teilnahm. Nach den Bewerben ging es aber gesundheitlich abwärts; 1909 verließ er London in Richtung Osten, um seine Gesundheit zu schonen, blieb aber der Times bis 1924 als Autor verbunden.
1914 wurde Noel Sekretär und Manager des Queen’s Club, was er bis zu seinem Tod 1928 blieb.
Seine Tochter Susan Noel wurde in den 1930er Jahren dreifache britische Squashmeisterin und folgte ihm auch als Sportjournalistin.

## Werke
- mit G. C. F. Mead und R. C. Clift: How to Play Rackets & Fives. Renwick of Otley; London 1924.
- mit James Oscar Max Clark: A History of Tennis. Humphrey Milford; London, 1924.
- mit Bruce Clarence Napier, Baron Aberdare: First Steps to Rackets. Mills & Boon; London 1926.
- The Field Handbook of Squash Rackets. Field Press; London 1926.
- mit James Alfred Fort: Winchester College Cricket. Williams & Norgate; London 1926.